# Westminster (metropolitana di Londra)
Westminster è una stazione delle linee Circle, District e Jubilee della metropolitana di Londra.

## Storia

### La stazione della MDR
La stazione venne aperta il 24 dicembre 1868 sotto il nome di «Westminster Bridge» dalla District Railway (DR; l'odierna District line), come parte del prolungamento da South Kensington. Venne costruita con il metodo cut and cover, al di sotto di Broad Sanctuary e in posizione diagonale sotto Parliament Square; ciò si rese necessario per non coinvolgere le fondamenta della chiesa di Santa Margherita durante gli scavi.
In origine l'edificio della stazione non era nient'altro che una struttura provvisoria posta sui binari, con tende da sole che ombreggiavano le banchine. L'accesso era garantito da un passaggio pedonale da Bridge Street e da un raccordo viario sotterraneo. Nel 1907, infine, la fermata adottò la denominazione tuttora corrente di Westminster.

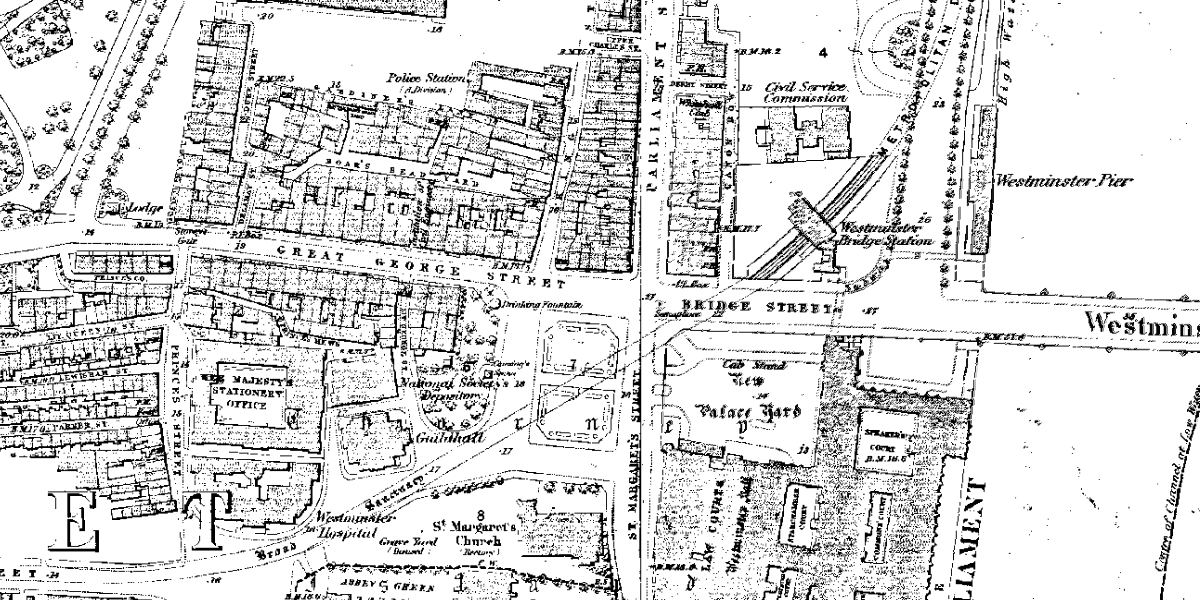
Ubicazione della stazione in una planimetria di Ordnance Survey

Fu solo nel 1922-24 che la stazione venne sottoposta un radicale restauro, diretto dall'architetto Charles Holden. Vennero ristrutturate le uscite di Bridge Street e dell'Embankment; per quanto riguarda quest'ultima, vennero installati addirittura degli ascensori. Anche il piano banchine fu coinvolto nel restyling: venne posta una piastrellatura verde, blu, bianca e nera sulle pareti, che verrà poi adottata in altri scali come, ad esempio, St. James's Park.
Nel 1962-64 le banchine vennero estese in seguito all'introduzione di treni con otto unità di trazione; per questo motivo, vennero estesi anche i tunnel sottostanti New Scotland Yard (oggi Norman Shaw Buildings).

### La stazione della Jubilee

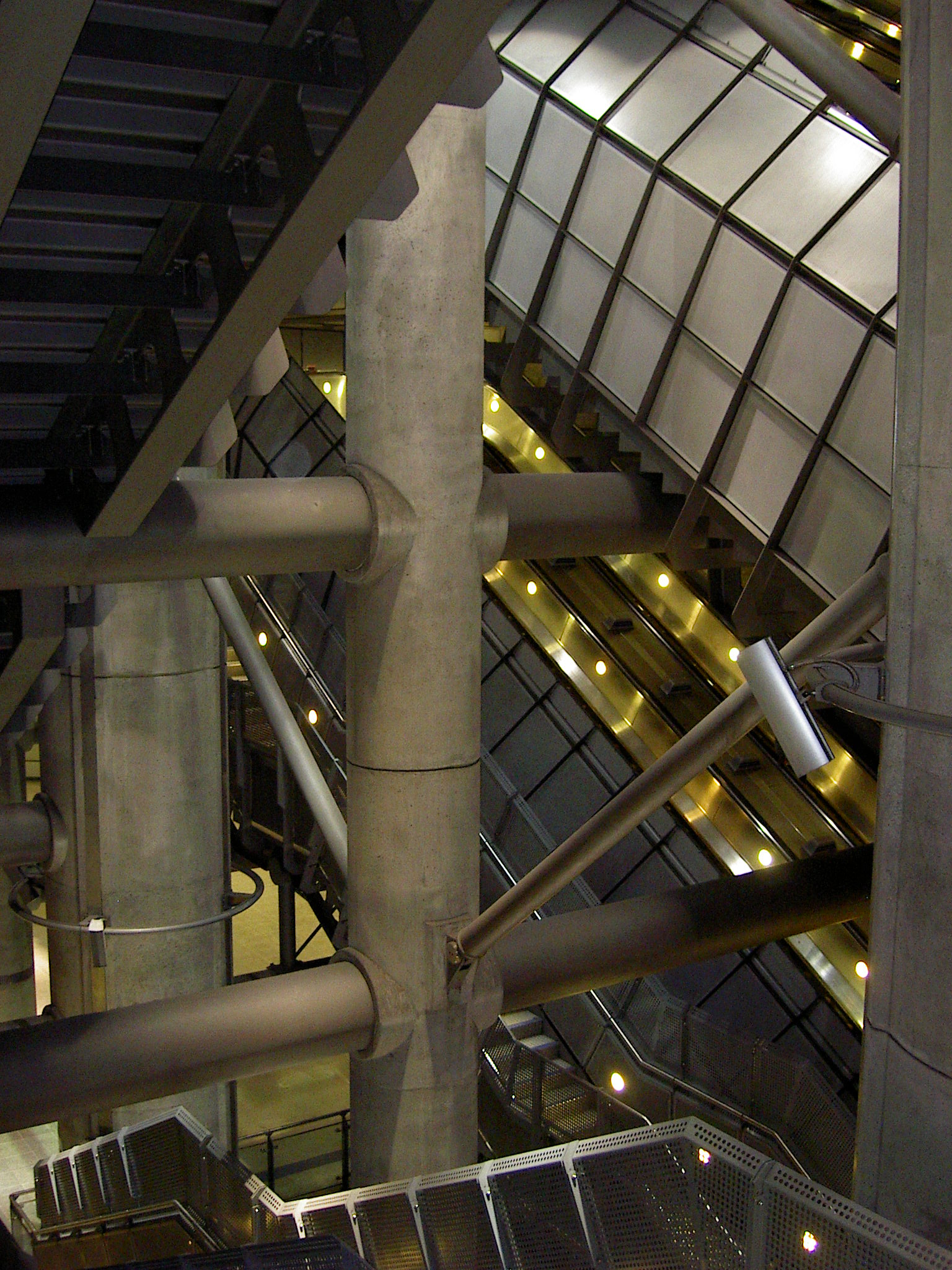
Le scale mobili del pozzo della Jubilee Line, con i grandi pilastri in calcestruzzo necessari per reggere la Portcullis House soprastante e i pali trasversali per garantire stabilità anche al vicino Big Ben

I primi piani della Jubilee line prevedevano che la linea dopo Charing Cross proseguisse verso Aldwych, la City, Woolwich e Thamesmead. La stazione di Westminster non doveva rientrare nel progetto, anche se il bisogno di collegare la crescente area dei Docklands al centro della città indusse i progettisti a modificare sostanzialmente il percorso; la linea venne quindi estesa a Stratford con dieci stazioni intermedie, Westminster compresa.
Per far fronte alla Jubilee Line Extension vennero demoliti tutti gli edifici circostanti la stazione; sorte analoga subirono le banchine in sottosuperficie, che vennero ricostruite. Inoltre, sul sito dei vecchi edifici venne eretto un nuovo palazzo per gli uffici parlamentari, Portcullis House, sotto al quale vi è tuttora la stazione. Entrambi i progetti sono stati diretti da Michael Hopkins & Partners.

La costruzione della stazione in profondità ha comportato lo scavo di una profonda voragine di circa quaranta metri sottostante il piano banchine delle linee Circle e District, anche nota come «station box». Quest'ultima costituisce tuttora lo scavo più profondo mai realizzato nel centro di Londra. Tuttavia è stata proprio la grandezza dell'escavazione ad aver causato non pochi problemi per quanto concerne la stabilità del Big Ben; il bordo dello station box, infatti, è ubicato a soli 34 metri di distanza dalle minute fondamenta di tre metri della torre campanaria. 

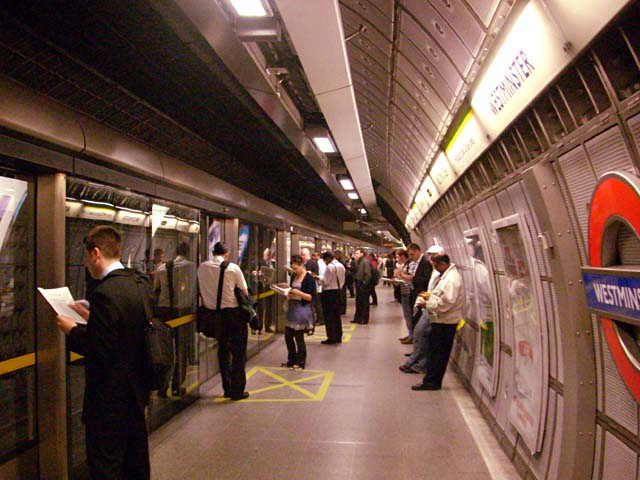
Banchine della Jubilee line

 Per ovviare a questo problema sono stati installati dei tubi di acciaio di cinquanta metri trasversali al Big Ben; questi sono dotati di un sofisticato dispositivo interno che inietta nel suolo delle sostanze per agevolare la stabilità della torre. È stato calcolato che, senza questa soluzione, vi sarebbe stato un pericoloso movimento del campanile pari almeno a 120 mm, che avrebbe causato profondissime fratture anche alle Houses of Parliament.
La Jubilee line ha iniziato a prestare servizio presso Westminster il 22 dicembre 1999, anche se i treni passavano per la stazione (senza fermarvisi) già dal 20 novembre dello stesso anno.
La stazione si presenta con un'architettura austera, frutto dell'armonioso connubio fra il cemento armato e l'acciaio inossidabile; nel pozzo di stazione, vari ascensori e scale mobili collegano le banchine con il mezzanino. Così come le altre stazioni della Jubilee line, anche Westminster è dotata di varie porte di banchina per migliorare la climatizzazione ed aumentare la sicurezza.
Proprio grazie al suo ardito design, la stazione vince numerosi premi, fra i quali il Civic Trust nel 2000 e nel 2002, il Royal Fine Art Commission Millennium Building of the Year nel 2000 e il RIBA Award for Architecture nel 2001.

## Interscambi
Nelle vicinanze della stazione effettuano fermata numerose linee urbane automobilistiche, gestite da London Buses.
Dal Westminster Millennium Pier, inoltre, è possibile fruire dei servizi fluviali di Londra gestiti da TfL.
- Fermata autobus
- Molo fluviale (Westminster Millennium Pier - London River Services)

### Annotazioni
1. ↑  L'intervento di Holden fu successivo ad un restyling già avvenuto negli anni 1980, quando lo scalo venne incorporato in un edificio più grande; pertanto, si data in questo periodo l'eliminazione della struttura provvisoria.
2. ↑  Gli impianti per il riscaldamento e l'aria condizionata funzionano meglio se la stazione è fisicamente isolata dalle gallerie.

### Fonti
1. 1 2  Rose.
2. ↑  Walford, pp. 224-242.
3. ↑  Horne (2006), p. 9.
4. ↑  Karol, pp. 271-272.
5. ↑  Horne (2006), p. 90.
6. ↑  Day & Reed, p. 183.
7. ↑  (EN) Westminster Underground Station, su hopkins.co.uk, Hopkins Architects. URL consultato il 4 giugno 2010 (archiviato dall'url originale il 19 agosto 2022).
8. ↑  (EN) Portcullis House, su hopkins.co.uk, Hopkins Architects. URL consultato il 4 giugno 2010 (archiviato dall'url originale il 20 aprile 2013).
9. ↑   Robert Mair, David Harris, Innovative engineering to control Big Ben's tilt (9) (PDF), in Igenia, Royal Academy of Engineering, agosto 2001. URL consultato l'11 giugno 2010 (archiviato dall'url originale il 10 aprile 2017).
10. ↑   Awards, su hopkins.co.uk, Hopkins Architects. URL consultato il 4 febbraio 2013 (archiviato dall'url originale il 20 aprile 2013).